# Eria sessilifolia
Eria sessilifolia là một loài thực vật có hoa trong họ Lan. Loài này được (J.Fraser) D.L.Roberts & Sayers mô tả khoa học đầu tiên năm 2005.